# Stedlinje
En stedlinje er et begreb, der bruges i skibsnavigation til at beskrive den linje på Jorden, som skibet befinder sig.
En stedlinje fremkommer ved observation af terrestriske (jord), astronomiske eller radio objekter.
Den betegnes da henholdsvis:
- terrestrisk stedlinje
- astronomisk stedlinje
- radiostedlinje

Flere samtidige eller ikke samtidige stedlinjer kan benyttes til stedbestemmelse.
Ikke samtidige stedlinjer flyttes med skibets bevægelse i tidsrummet mellem observationerne.

## Terrestrisk stedlinje
Terrestrisk stedlinje bestemmes ved iagttagelse af objekter på eller ved jorden.
Det kan f.eks. være:
- pejling – retningen til et kendt objekt.
- mærke – to objekter over et.
- afstand – afstanden til et objekt.

| Skib | Spire Denne artikel om skibe eller både er en spire som bør udbygges. Du er velkommen til at hjælpe Wikipedia ved at udvide den. |